# Średniowieczne Muzeum Kryminalne w Rothenburgu ob der Tauber
Średniowieczne Muzeum Kryminalne (niem. Mittelalterliches Kriminalmuseum) – muzeum ulokowane w zabudowaniach dawnej komturii zakonu joannitów w mieście Rothenburg ob der Tauber, w kraju związkowym Bawaria w Niemczech.
Kolekcję muzeum tworzy ok. 50 000 eksponatów, obrazujących ponad 1000-letnią historię europejskiego wymiaru sprawiedliwości, ze szczególnym uwzględnieniem okresu średniowiecza.
Na ekspozycję muzeum składają się wystawy: stała i wystawy specjalne (okresowe). Eksponatami muzeum są m.in. narzędzia tortur i publicznego upokarzania.

## Wystawa stała
Wystawa stała muzeum mieszcząca się w budynku głównym, obejmuje następujące tematy:
- w pomieszczeniach piwnicznych: proces karny, dowody i tortury;

- na parterze: kary cielesne, uwięzienie, dożywocie, kary śmierci i kaci, złodzieje i czarownice;

- na pierwszym piętrze: prawo w okresie germańsko-frankońskim, tzw. „zwierciadło prawa” – spis prawa zwyczajowego, kościół i prawo, postępowanie w czasach inkwizycji, miasto i prawo, pieczęcie, upokorzenie publiczne, żelazna dziewica, małżeństwo i honor oraz kobieta w świetle prawa i prawo rzemieślnicze;

- na drugim piętrze: prawo ogólne i prawo konstytucyjne, prawo policyjne, kary szkolne, sensacyjne sprawy karne, przesądy, dokumenty paszportowe, karykatury prawnicze, wystawa symboliki prawnej: ekslibrisów i fajansu.

Wystawa stała w dawnej stodole zakonu joannitów, pomieszczenie jest otwarte sezonowo:
- na parterze mieści się kafeteria, sklep muzealny oraz sala do pokazów multimedialnych;
- na pierwszym piętrze organizowane są wystawy specjalne;

- na poddaszu znajduje się sala bankietowa oraz sala konferencyjna[2].

## Wystawy specjalne
Jedną z wystaw okresowych była wystawa zatytułowana: „Z mieczem albo mocną wiarą – Marcin Luter i czarownice” (niem. Mit dem Schwert oder festem Glauben – Luther und die Hexen), organizowana na terenie muzeum, pomiędzy majem 2016 a grudniem 2018 roku. Wystawa obrazująca wiarę w czary i przestępstwa dokonane przez czarownice, podczas całego okresu „wielkich polowań” na czarownice w XVII wieku. Szczególnie wyeksponowano osobę Marcina Lutra i jego wypowiedzi na temat wiary w czary i jego stosunku do niej. Ponadto ekspozycja ukazuje dzieje reformacji i polowania na czarownice na terenie Frankonii i w mieście Rothenburg ob der Tauber. Dzięki ponad stu cennym eksponatom, najnowocześniejszej technologii muzealnej i szczegółowym objaśnieniom, odwiedzający muzeum otrzymuje namacalny obraz osoby Marcina Lutra, jego epoki oraz lęków i nadziei ludzi żyjących w tamtym okresie.

## Galeria

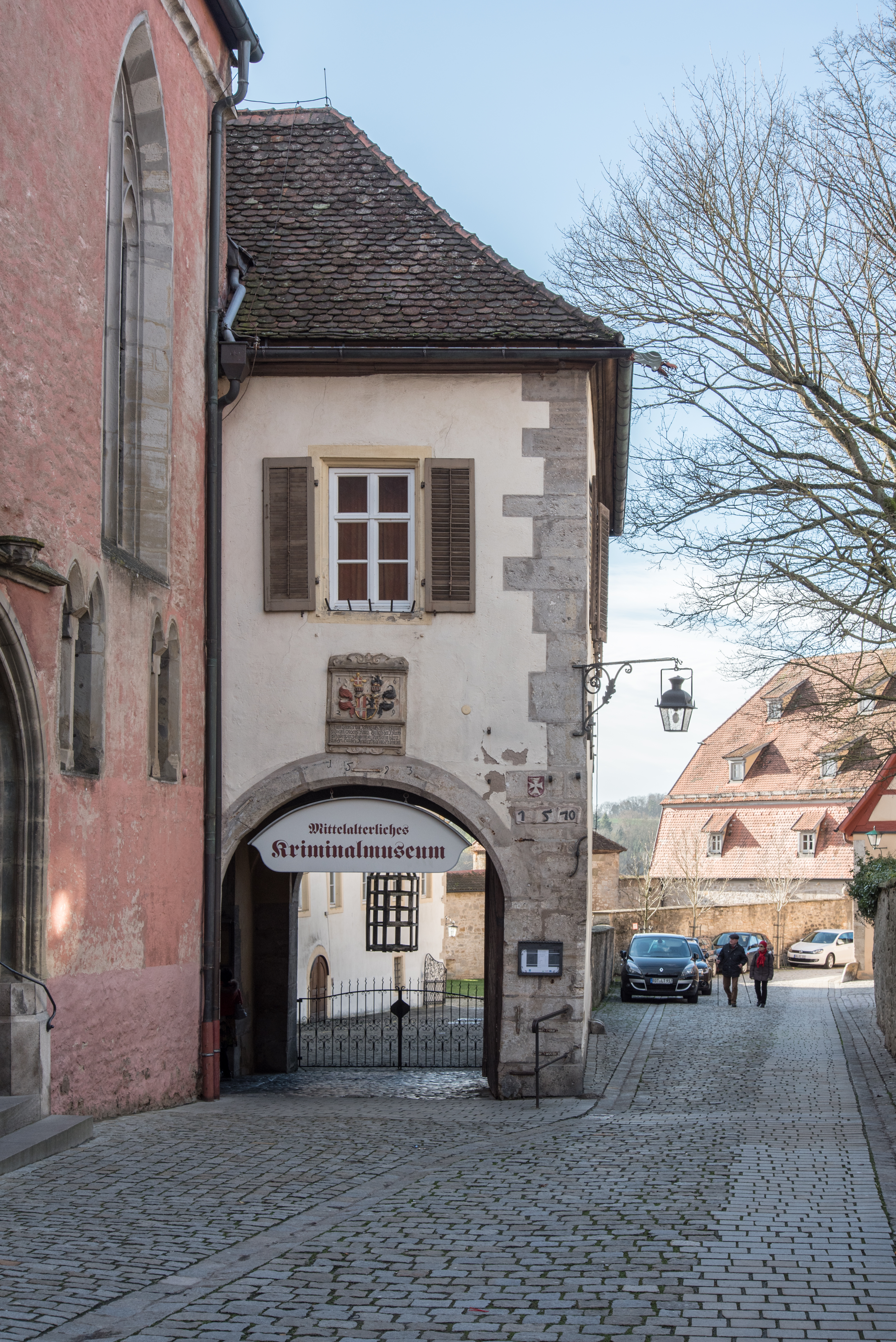
Wejście do muzeum
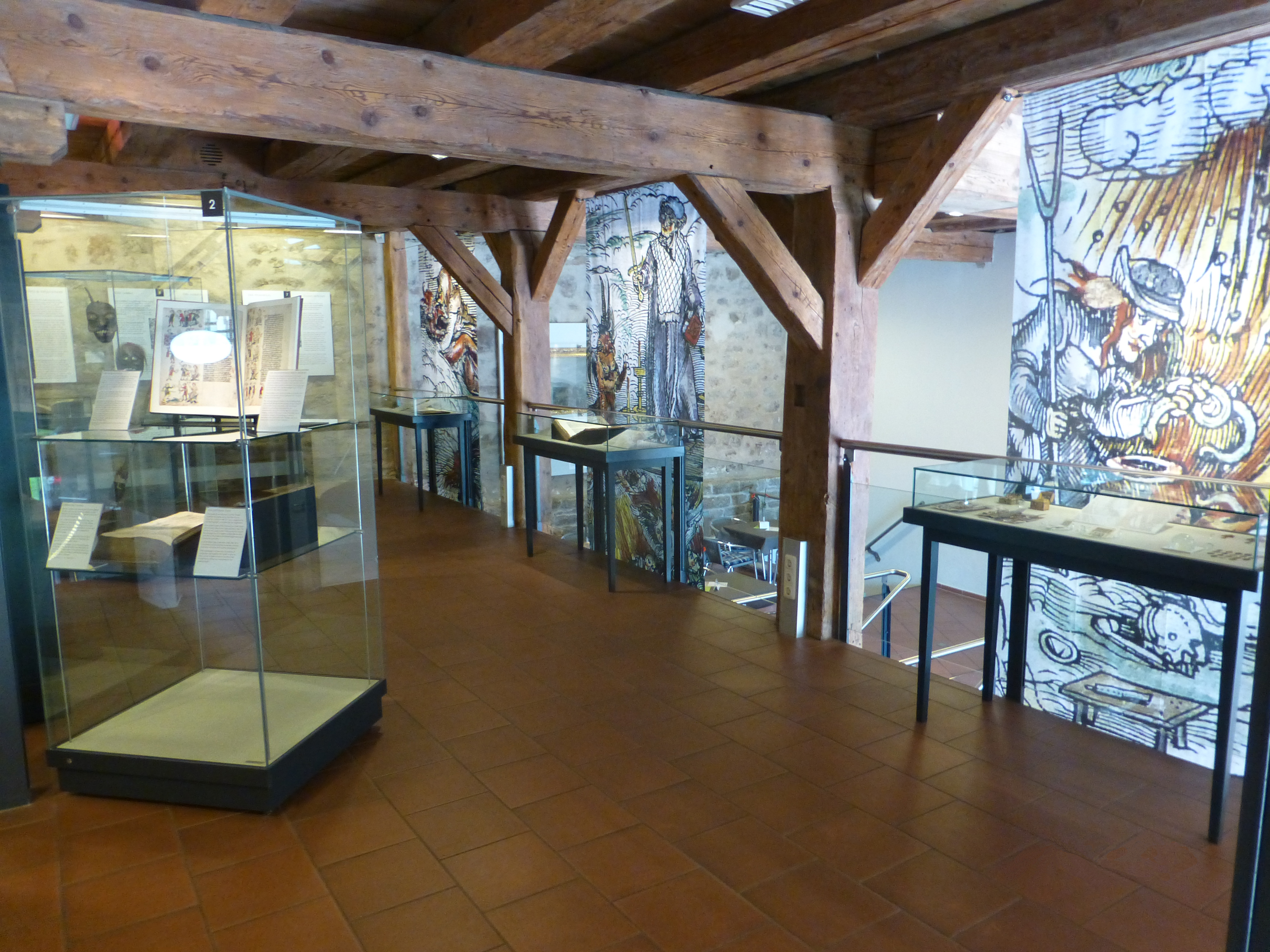
Wnętrze muzeum
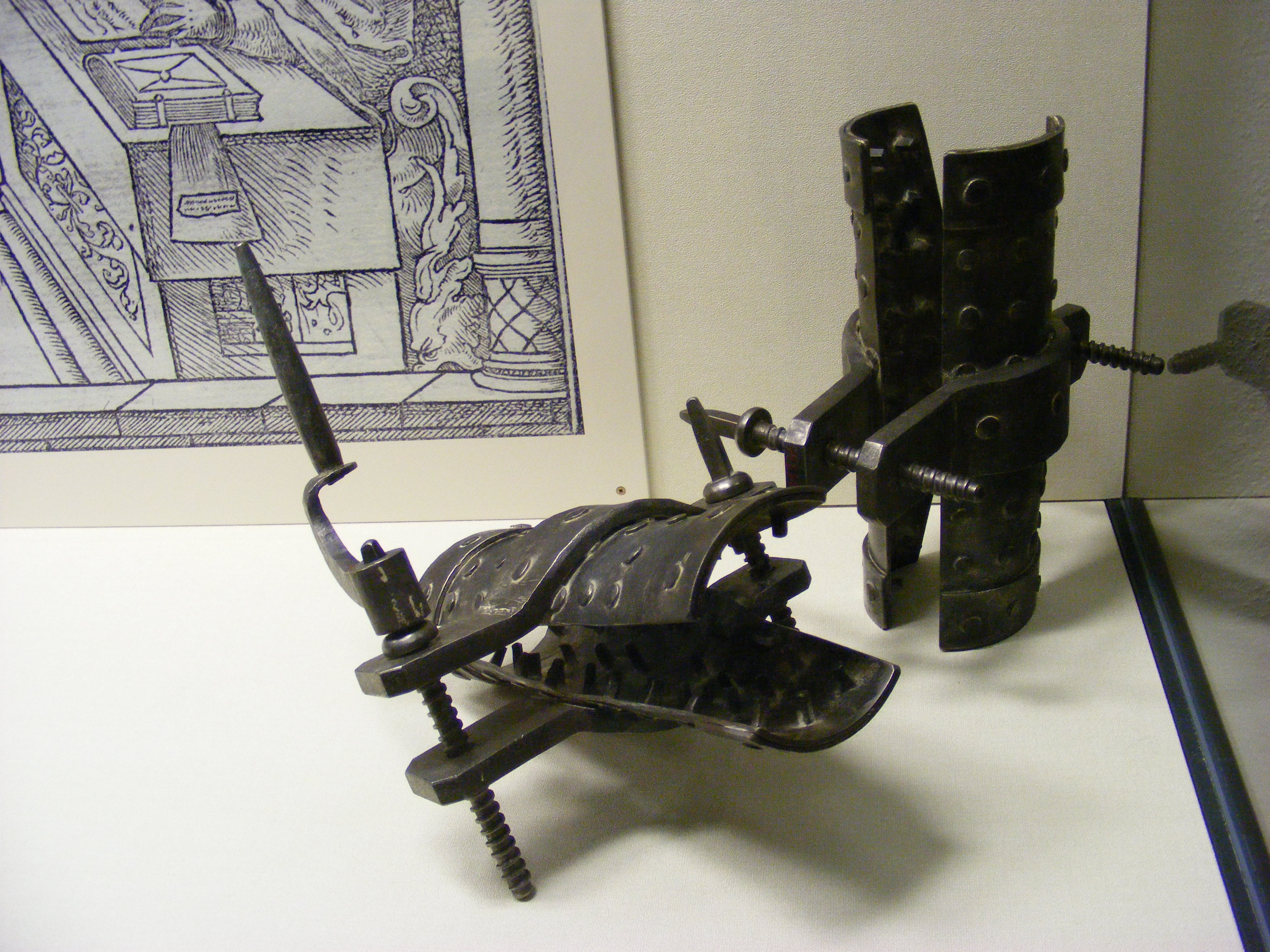
Jeden z eksponatów muzeum